# Høgni Reistrup
Høgni Reistrup kunstnernavn Högni Reistrup (født 1984 i Thorshavn) er en færøsk sanger, guitarist, forfatter og erhvervsmand.
Som musiker er han inspireret af bl.a. Radiohead, Depeche Mode og The Cure. Han har en baggrund i klassisk musik, hvilket man finder eksempler på i perioden 2007-2010. Sange som "Friðsæla Stund" fra albummet Hugafar á Ferd og "Náttarvøka" fra albummet Trý fet frá tilveruni har klare referencer til klassisk musik.
I 2015 stillede han op til lagtingsvalget 2015 for Framsókn og blev nummer 10 blandt partiets 17 kandidater. Han opnåede ikke at blive valgt. Han genopstillede i 2019 for samme parti og blev heller ikke valgt i lagtinget denne gang.

## Karriere

### Musikkarriere
Reistrup udgav sit debutalbum med titlen Hugafar á Ferd i sommeren 2007. Den første single fra albummet blev nr 1 på hitlisten på Færøerne. Opfølgeren Trý fet frá tilveruni Arkiveret 20. februar 2012 hos  Wayback Machine blev udgivet i marts 2010. Albummet blev indspillet på Færøerne og produceret i Dublin.
Reistrup tredje album Samrøður við framtíðina blev udgivet den 18. november 2011. Albummet blev indspillet på Færøerne og produceret i Reykjavik af Styrme Hauksson.
Reistrup udgav sit fjerde album i december 2013. Albummet har titlen Áðrenn vit hvørva Albummet blev indspillet i Berlin i august 2012 og Reykjavík i november 2012 og juni 2013. Áðrenn vit hvørva - eller "Før vi forsvinder" - er produceret af Ólavur Jákupsson og Janus Rasmussen Sangen "Vegurin" var den første single fra albummet, og blev udgivet i august 2013.
Han har kontrakt med det uafhængige færøske pladeselskab Tutl.
Reistrup har turneret i Tyskland, Storbritannien, Danmark, Finland, Island, Grønland og Færøerne.

### Erhvervsliv
I 2018 etablerede Reistrup virksomheden Guide to Faroe Islands, der har en webside, der er et bredt samarbejde mellem både store og mindre aktører i den færøske turistindustri. På hjemmesiden Guidetofaroeislands.fo kan alle, der har noget at tilbyde turister, f.eks. gåture, bådture m.m. oprette sig som bruger, og folk der ønsker oplevelser på Færøerne, kan booke direkte på siden. Virksomheden blev indstillet til Årets gennembrud (færøsk: Ársins nýbrot) på en turistmesse i Tórshavn i marts 2019.